# Zevenwegen

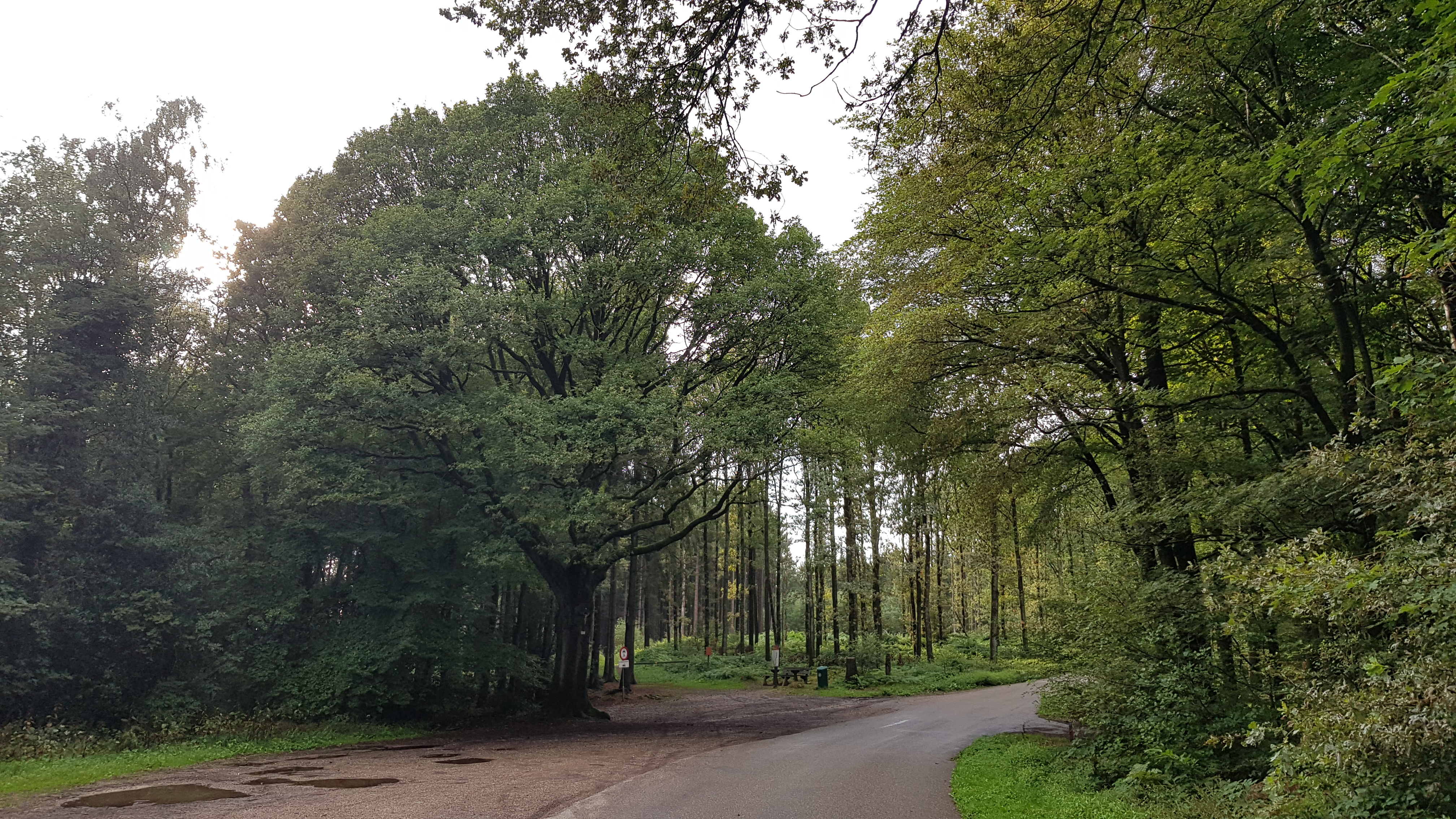
Zevenwegen

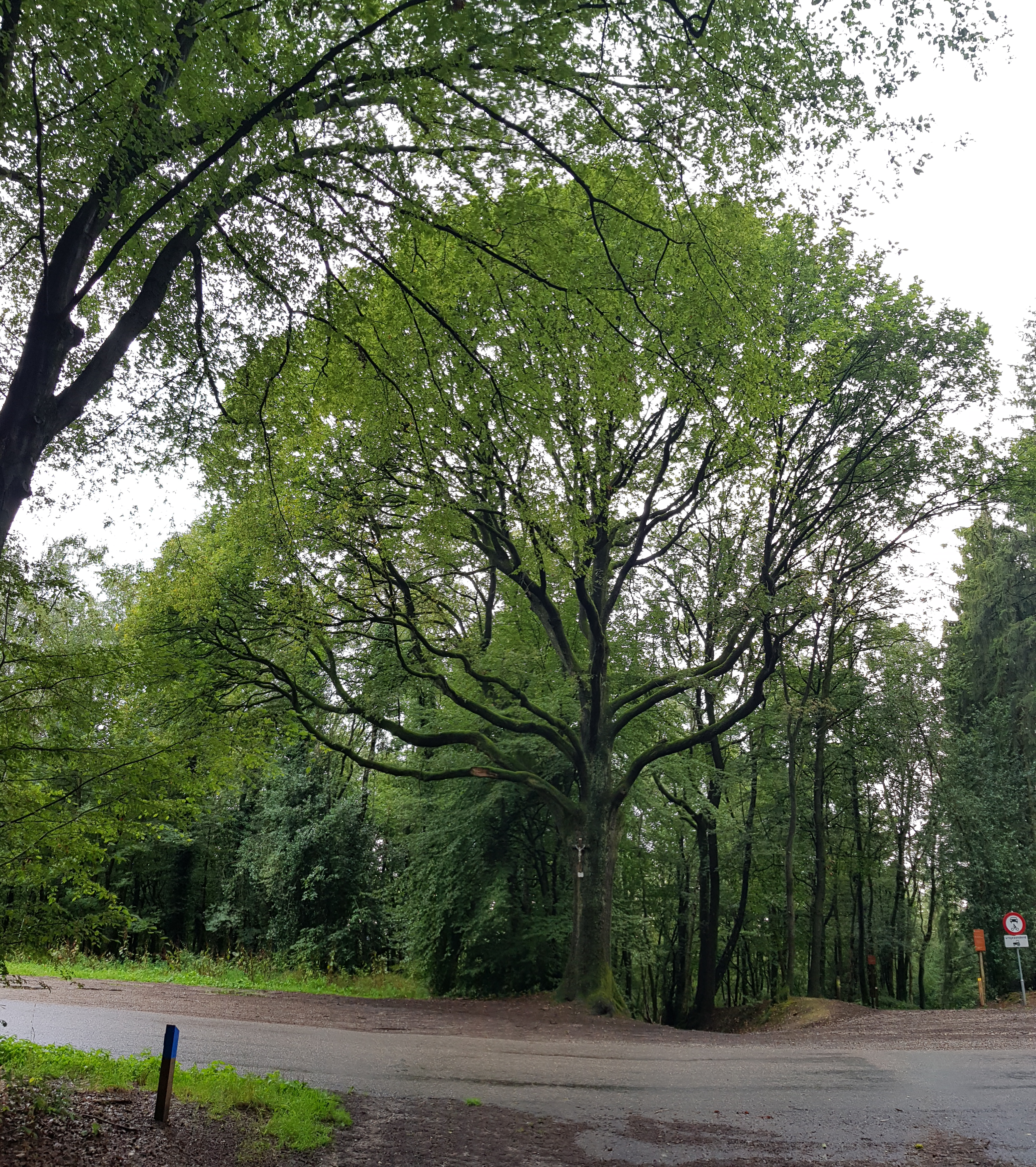
De Zeven-Wegeneik

Zevenwegen of Zeven Wegen is een karakteristieke plek en oriëntatiepunt in het Vijlenerbos in de Nederlandse gemeente Vaals. Het ligt in het zuidwesten van het bos in de nabijheid van de splitsing van de Eperbaan met de Zevenwegenweg. Vlak bij deze splitsing staat een meer dan 400 jaar oude wintereik waar zeven verschillende wegen samen komen op één plek. Deze eik wordt de Zeven-Wegeneik genoemd.
De Mergellandroute komt langs Zevenwegen en deze plek ligt halverwege het traject van de Eperbaan (Toeristenweg) dat van oost naar west door het bos loopt, van Raren naar Camerig.
Ten oosten van Zevenwegen staat aan de Epenerbaan het Saivekruutske.

## Geografie
Zevenwegen ligt op het Plateau van Vijlen op de plaats waar er een lichte verlaging (pas) aanwezig is in deze bergrug. Aan de noordzijde en de zuidzijde van Zevenwegen snijden steile dalen in op het plateau, welke bovendien ontgonnen zijn voor landbouw, waardoor het bos ter plaatse relatief smal is. Als gevolg hiervan vormt Zevenwegen een knooppunt voor de paden en wegen tussen het bos aan de oostzijde van Zevenwegen en het bos aan de westzijde ervan. In Zevenwegen komen zeven verschillende wegen samen waarvan een aantal na tientallen meters zich weer splitsen.

## Geologie
Zevenwegen is geologisch een opmerkelijke plek vanwege de daar aanwezige voormalige Groeve Zeven Wegen, een geologisch monument. In de buurt ligt ook het Geologisch monument Zandsteenblokken.
De Kalksteen van Zeven Wegen en de Horizont van Zeven Wegen zijn naar plek vernoemd.